# Cybercafé

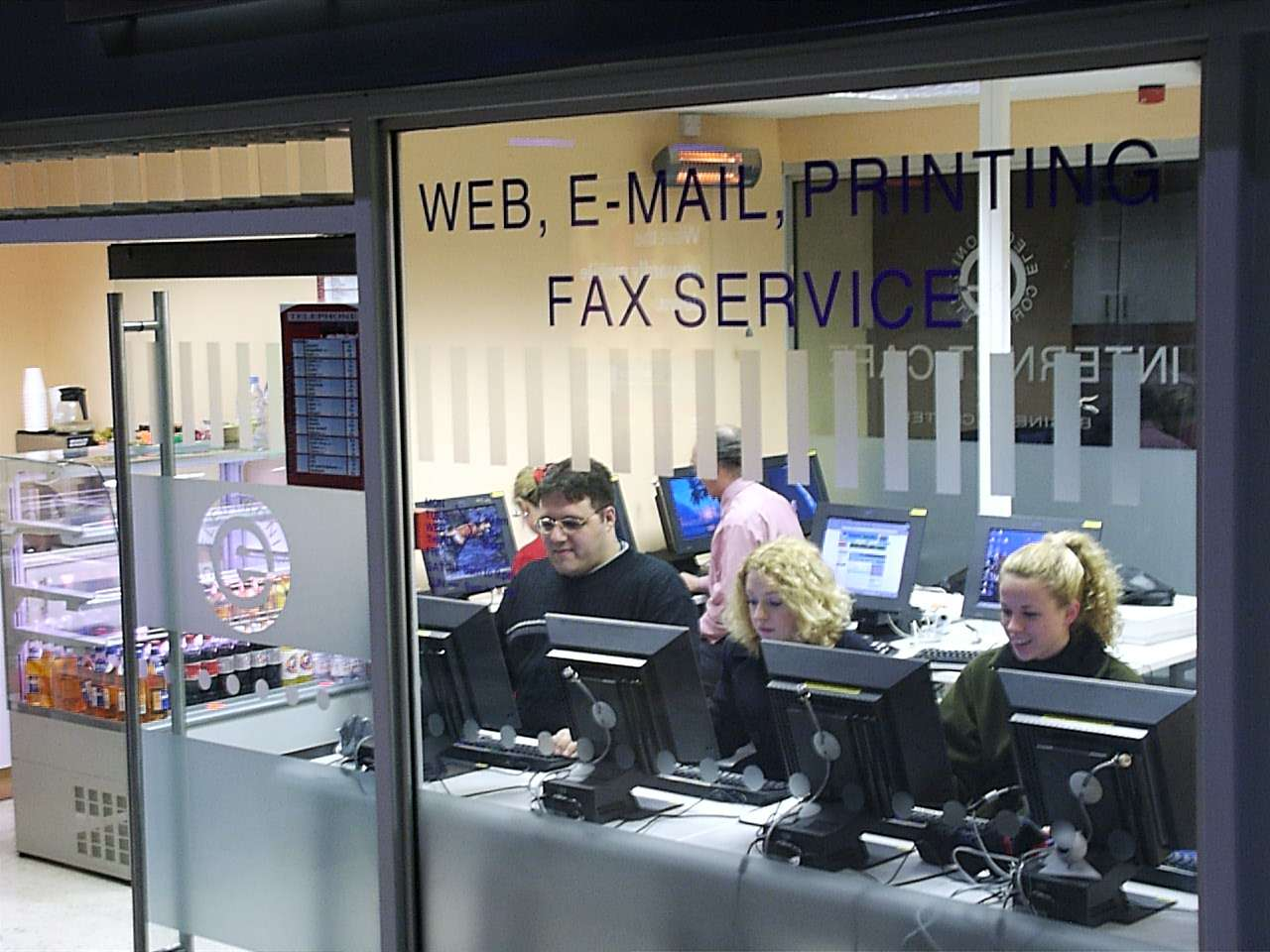
Cybercafé à Édimbourg (Écosse).

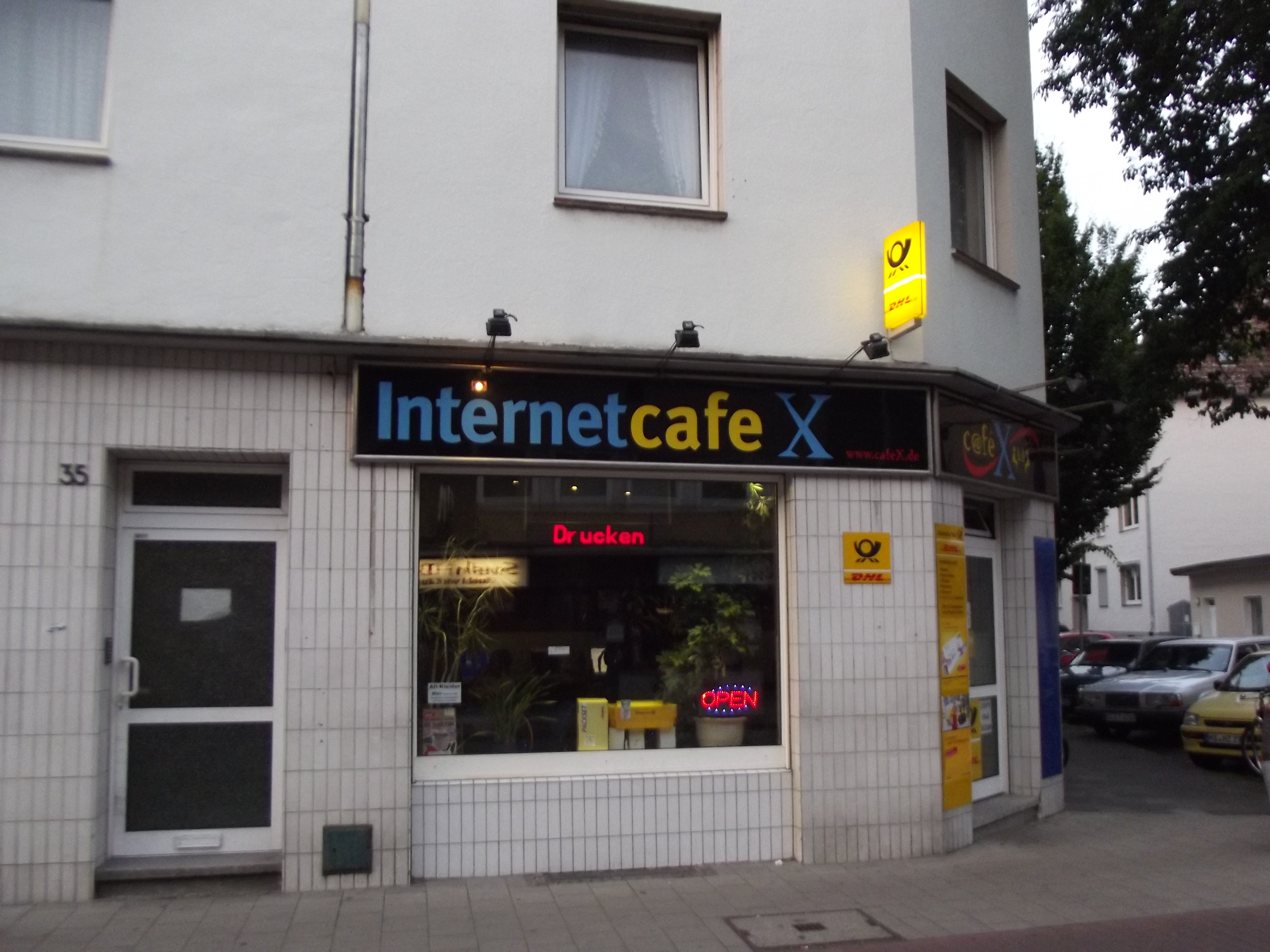
Combinaison cybercafe et bureau de poste à Münster, Allemagne.

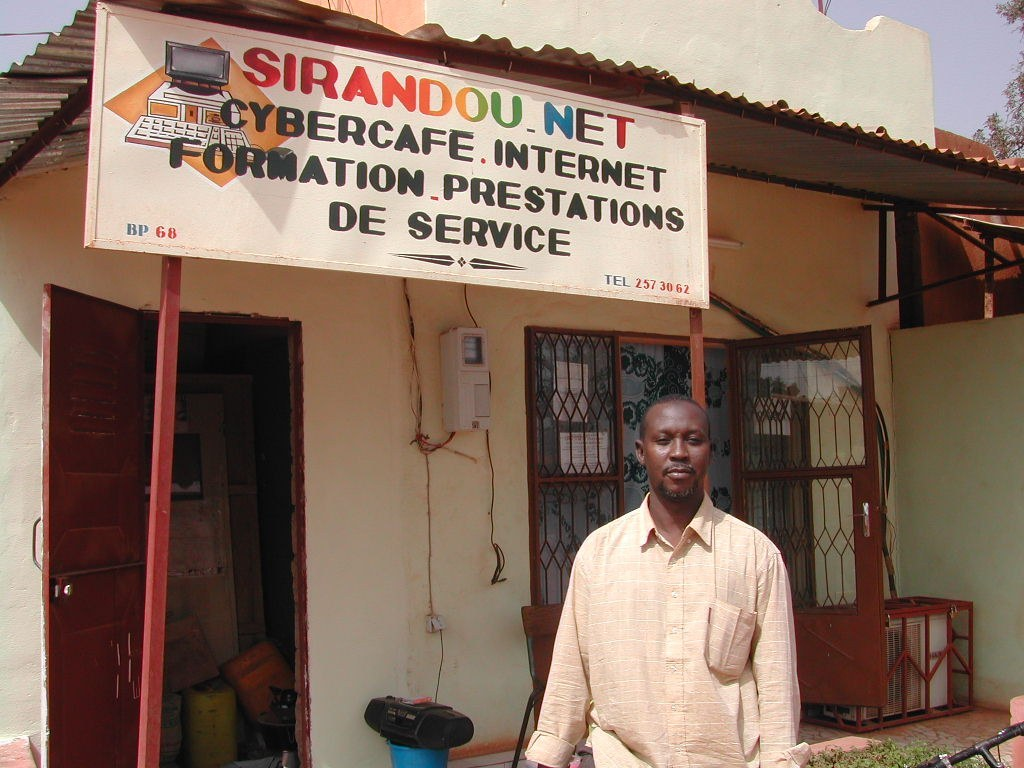
Le cybercafé (ici au Mali) est aussi un lieu d'initiation et de formation à l'internet.

Un cybercafé est un lieu dans lequel on propose aux personnes d'accéder à Internet. Dans certains pays, c'est l’un des moyens d'accès d'une partie de la population à la donnée publique (quand elle est disponible en ligne), et à certains services publics ou aux jeux en réseau.

## Activité
Les cybercafés étaient initialement dédiés à l'accès Internet : accéder au Web, aux messageries et chat - avec microphone et casque.  Mais de plus en plus d'activités s'y ajoutent : il est souvent possible d'y scanner ou imprimer ses documents, Certains permettent également de jouer à des jeux en réseau, avec d'autres clients sur le réseau local ou sur Internet. Différentes sortes de jeux sont disponibles, généralement des jeux de tir à la première personne, des MMORPG et des RTS. Certains se focalisent même sur cette activité pour devenir des salles de jeux en réseau.
Il y est souvent impossible d'utiliser les logiciels P2P pour un meilleur partage de la bande passante vers Internet.
La taille des cybercafés est variable de 1 PC (dans certains pays émergents, ou proposé comme activité annexe à une activité de brasserie) à plus de 200 PC (en Chine par exemple).
Il existe des chaînes de cybercafés qui s'appuient sur un modèle économique performant. Ces espaces situés dans de fortes zones de chalandise sont uniquement consacrés à la connexion Internet et proposent un parc d'environ 50 à 100 postes informatiques (même moins, 5 à 10 postes, par exemple au Congo[Lequel ?]) dans un lieu ouvert 24h/24 avec un coût de connexion dégressif (en fonction de la fréquentation ou du temps consommé).
Le summum est atteint dans certains pays émergents où le réseau Internet est peu développé : les cybercafés deviennent des lieux de rencontres conviviaux avec restauration rapide et boissons, prisés de la jeunesse estudiantine, utilisés en famille pour communiquer à peu de frais grâce à la vidéo-conférence. Certains habitués y ont même un espace disque privé permettant de ne pas souffrir des restaurations.

## Histoire
Le concept de cybercafé est à rattacher au courant artistique de Californie des années 1980. En 1984, à Santa Monica, a été fondé le premier « café électronique » par deux artistes : Kit Galloway et Sherrie Rabinowitz, à l'occasion du Festival Arts Olympiques de Los Angeles.
À l'origine, le concept était d'interconnecter plusieurs communautés ou ethnies en utilisant ce média pour faire émerger un nouvel espace d'échange et de collaboration avec des événements virtuels, des concerts. On appelait alors ce concept CAFE pour Communication Access For Everyone (Accès à la communication pour tous).
- Le premier cybercafé ouvert au monde est le Café Cyberia (qui s'appelle maintenant BTR Internet Café) à Londres (39, Wiltshire Road). Il fut ouvert le 1er septembre 1994.
- L’Orbital Café, 13 rue de Médicis[2] et le Cybercafé de Paris[3] sont les premiers cybercafés ouverts à Paris respectivement en avril et juin 1995.
- Le Cyb.Estami.Net est le premier ouvert en province, à Marseille le 2 mai 1995 par Fabienne Ellena[4].
- Le Scottish Bar est le premier cybercafé de Suisse romande, raccordé le 27 juin 1995 par Pierre Hemmer et sa société MC Management & Communication.
- En Italie, le premier cybercafé ouvre en 1995 à Florence[5].
- En 1998, Ditof Internet, le premier FAI privé au Cameroun, crée le premier cybercafé de ce pays à Yaoundé.

## En Asie
En Chine, l'accès à Internet via le cybercafé est avant tout un problème politique et social. En 2007, le gouvernement a interdit l'ouverture de nouveaux cybercafés, arguant que ces lieux représentaient une menace pour la jeunesse car ils favorisent le développement de comportements addictifs et violents particulièrement auprès des plus jeunes. C'est la raison pour laquelle les mineurs (facilement contrôlables et influençables) y sont interdits.
À l'inverse, en Corée du Sud, le nombre de cybercafés est en constante progression. Il s'agit pour la plupart de salles de jeux en réseau. À noter, qu'en Corée du Sud, le jeu en réseau est une véritable institution. Les joueurs sont de véritables stars et les finales des tournois sont retransmises sur les principales chaînes de télévision.

## En Europe de l'Ouest
En France, les cybercafés se présentent comme des lieux de convivialité et de rencontres à l'instar des cafés et autres brasseries. Il n'est pas rare de rencontrer des clients de cybercafés disposant déjà d'un accès à Internet à domicile. Les cybercafés sont considérés comme des agents de socialisation. Certains cybercafés se sont spécialisés dans le jeu en réseau (comme les salles de jeux en réseau). Les joueurs partagent non seulement une passion mais aussi des codes, des règles et des astuces. Depuis la fin des années 2000, les cybercafés sont en net déclin en raison du développement massif d’Internet et de l’arrivée des smartphones connectés aux réseaux 4G puis 5G.